# Rafael Loredo
Rafael Loredo Silva (ur. 25 sierpnia 1957 w mieście Meksyk) – meksykański piłkarz występujący na pozycji obrońcy, trener piłkarski.